# Jerry González
Jerry González (New York, 5 de junio de 1949-Madrid, España,1 de octubre de 2018) fue un músico de jazz estadounidense de raíces puertorriqueñas. Trompetista y percusionista, es uno de los pioneros del jazz latino ejecutado por la fusión de ritmos afrocubanos y afropuertorriqueños. 

## Biografía

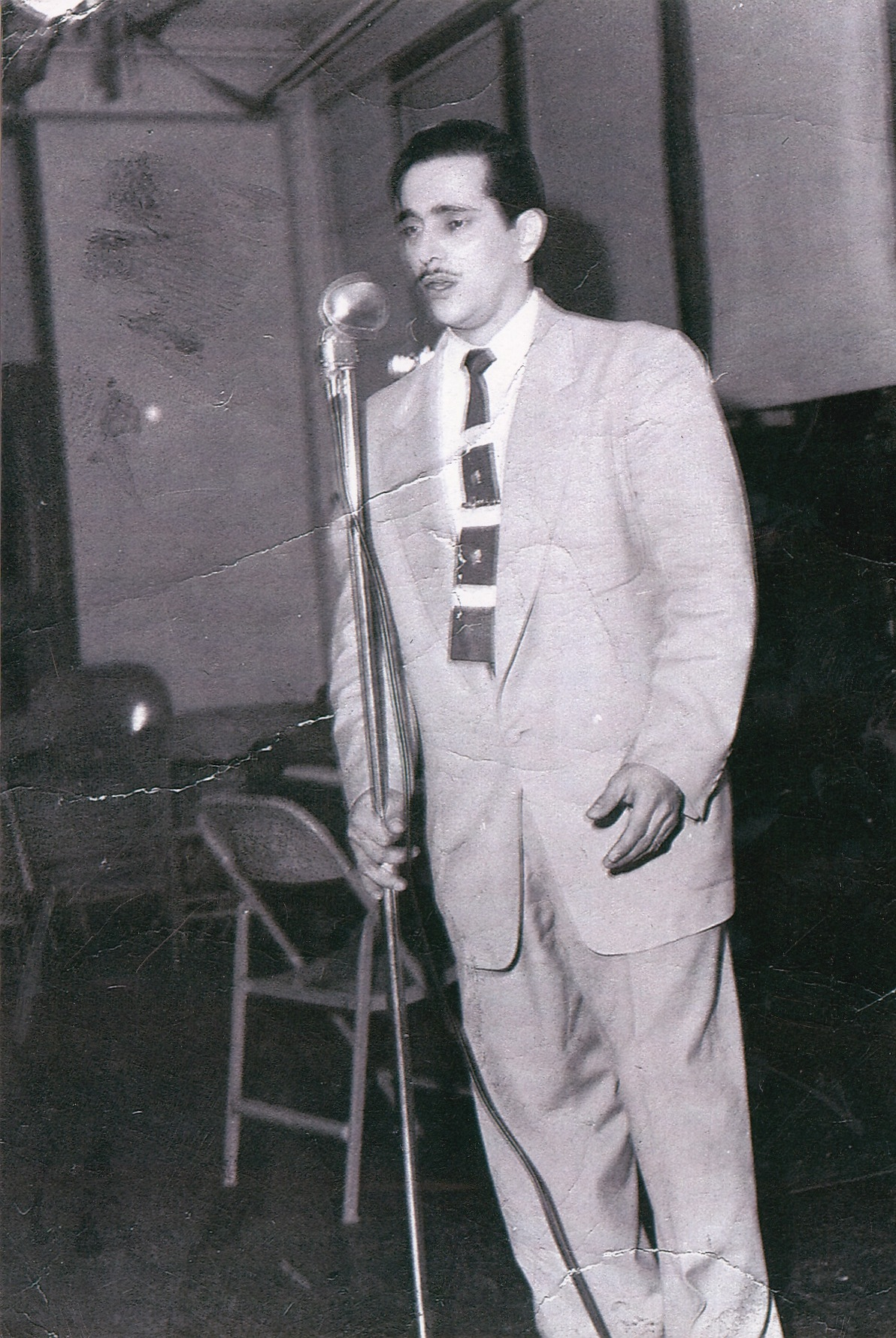
Jerry González Sr. cantando en los años 1940

### Inicios

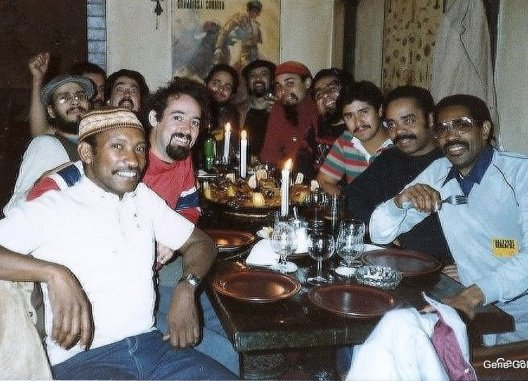
Los miembros originales de Fort Apache

Jerry González nació en Manhattan, Nueva York el 5 de junio de 1949 en una familia de origen puertorriqueño. A muy temprana edad se trasladó junto a su familia el barrio del Bronx. Su padre, Jerry González Sr, era maestro de ceremonias y vocalista de distintas agrupaciones durante le era del carismático Palladium. Jerry González estudió en el Music & Art High School, el Music Collage de Nueva York y la Universidad de Nueva York. Comenzó su carrera profesional junto a Lewellyn Mathews tocando en la Exposición Universal del Estado de Nueva York en 1963. Sus influencias más relevantes se encuentran en Miles Davis, Mongo Santamaría y en Dizzy Gillespie, de cuya banda formó parte en los primeros años de la década de 1970. Luego formó parte de la banda de Eddie Palmieri hasta 1974, que comenzó a tocar en el Conjunto Libre del timbalero Manny Oquendo y Andy González.
Junto a su hermano, el bajista Andy González, fundó el Conjunto Anabacoa y más tarde el Grupo Folklórico y Experimental Nuevayorkino, González ha profundizado en los orígenes afrocubanos de su música y en el jazz. El grupo grabó tres discos: Concepts of Unity (1974), Lo Dice Todo (1975) y Homenaje a Arsenio Rodríguez (2011), y en sus inicios estaba compuesto por Jerry y Andy González, Frankie Rodríguez, Milton Cardona, Gene Golden, Carlos Mestre, Nelson González, Manny Oquendo, Oscar Hernandez, José Rodríguez, Gonzalo Fernández, Alfredo Chocolate Armenteros, Willy García, Heny Álvarez, Virgilio Martí, Marcelino Guerra, Rubén Blades, Orlando "Puntilla" Ríos y Julito Collazo.
Entre 1984 y 1999 Jerry González tocó con el conjunto de jazz latino de Tito Puente, de 1984 a 1990 con McCoy Tyner —sexteto y luego big band— y de 1984 a 1987 con el grupo de Jaco Pastorius.

### Fort Apache Band
A finales de los años 1970 publicó su primer disco en solitario, titulado Ya yo me curé, y poco después fundó su grupo la Fort Apache Band, que inicialmente incluyó a quince músicos, entre ellos su hermano Andy González, Kenny Kirkland, Sonny Fortune, Nicky Marrero, Milton Cardona, Papo Vázquez y Jorge Dalto. Los primeros dos discos del grupo fueron grabados en directo en festivales de jazz europeos: The River is Deep en 1982 en Berlín y Obatalá, en 1988 en Zúrich.
Sus siguientes discos fue el exitoso Rumba para Monk (1988), que fue nombrado disco Disco de Jazz del Año por la Academie du Jazz francesa. A partir de este disco el grupo deja de tener 15 miembros y pasa a ser un sexteto formado por Larry Willis (piano), Andy González (bajo), Steve Berrios (batería) and Carter Jefferson (saxo) and Joe Ford (saxo). A este disco siguieron Earthdance (Sunnyside, 1990) y Moliendo café (1991). Tras el álbum Moliendo café Carter Jefferson falleció y fue reemplazado por John Stubblefield. En 1994 publicaron Crossroads y en 1995 Pensativo. Ambos fueron nominados a los premios Grammy. El grupo fue galardonado como "The Beyond Group of the Year" por los críticos y los lectores de la prestigiosa revista Down Beat en 1995 y 1996. Jerry González y su grupo continuaron en 1996 con el álbum Fire Dance grabado en vivo en el Blues Alley. El álbum fue galardonado con el premio a "Mejor Grupo de Jazz" por los lectores de la revista Playboy en 1997 y en 1998 con el premio de la industria y la crítica en los Premios del Jazz de Nueva York. El siguiente disco del grupo, Rumba buhaiana, publicado en 2005 fue un tributo a Art Blakey. Éste fue el primer disco como quinteto, sin John Stubblefield, que falleció en 2005. El grupo aún está en activo.
El festival de jazz Heineken dedicó la edición de 2008 a los hermanos Jerry y Andy González, siendo los primeros músicos de origen puertorriqueño a los que el festival rindió tributo. En octubre de 2011 la Afro Latin Jazz Orchestra del ganador de un Grammy Arturo O'Farrill, realiza en el teatro Symphony Space de Nueva York un tributo a Jerry González y a su hermano Andy.

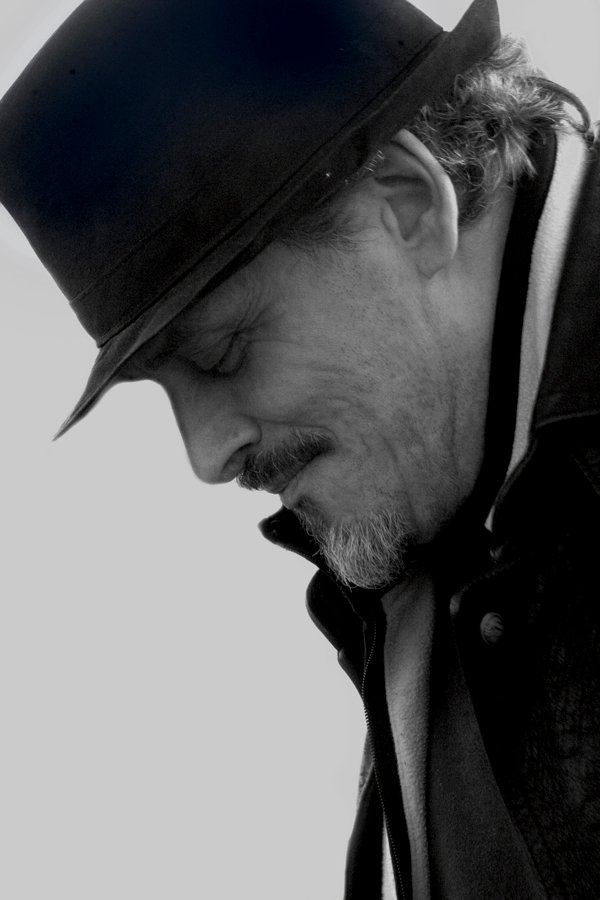
Jerry González en 2011

### Jerry González en España
La popularidad de Jerry González creció enormemente con su participación en la película de Fernando Trueba Calle 54, en el que participaron muchos de los principales músicos del jazz latino —Tito Puente, Bebo Valdés, Gato Barbieri, Paquito D'Rivera, Michel Camilo, Eliane Elias, etcétera—. Tras el estreno de la película, en 2000 Jerry comienza a recibir invitaciones para participar en proyectos musicales y festivales y en España, fijando desde entonces su residencia principal en Madrid. El primer fruto de sus tiempos en España fue el disco Jerry González & los Piratas del Flamenco, que incluía al guitarrista flamenco Niño Josele, al cantaor Diego el Cigala y al percusionista Israel Suárez Piraña. Fue una nueva aproximación a la fusión de jazz y flamenco, sin bajo, sin batería ni piano. El álbum fue nominado como mejor disco de jazz latino a los premios Grammy y ganó el premio de la crítica en los premios de jazz de Nueva York como mejor disco de jazz latino. En España también ha tocado con otros músicos flamencos como Enrique Morente, El Negri, Javier Limón, Jorge Pardo y Paco de Lucía, músicos de copla como Martirio o Pilar Boyero o de pop como el argentino Andrés Calamaro. Los últimos discos de Jerry González han sido A primera vista (2002) —a dúo con Federico Lechner—, Music for Big Band (2006) y Avísale a mi contrario que aquí estoy yo (Cigala Music, 2010), editado en Estados Unidos bajo el título Jerry González y el Comando de la clave (Sunnyside, 2011), nombre de su cuarteto en España, formado por los cubanos Alain Pérez (bajo), Javier Massó "Caramelo" (piano) y [Kiki Ferrer (batería). El disco es nombrado "Mejor disco de Latin Jazz de 2011" por los reconocidos críticos de jazz Ted Panken (Down Beat) y Doug Ramsey y nominado a "Mejor disco de Latin Jazz" en los Grammy Latinos 2012.
En 2010 se le da un premio a "Latino del Año" dentro del certamen 100 Latinos-Madrid. Sus próximos proyectos son un disco con el contrabajista español Javier Colina, un disco a dúo con guitarrista flamenco Niño Josele y un homenaje a Los Muñequitos de Matanzas.

### Colaboraciones
A lo largo de su carrera Jerry González ha colaborado con músicos como Jaco Pastorius, Eddie Palmieri, Tito Puente, McCoy Tyner, Chet Baker, Israel Cachao López, Woody Shaw, Dizzy Gillespie, Tony Williams, Larry Young, The Beach Boys, Freddie Hubbard, Orquesta Filarmónica de Brooklyn, Archie Shepp, Paco de Lucía, George Benson, Ray Barretto, Papo Vázquez, Bobby Paunetto, Chico O'Farrill, Alfredo Chocolate Armenteros, Hilton Ruiz, Chico Freeman, Famoudou Don Moyé, José "Chombo" Silva, Rashied Ali, Paquito D'Rivera, Diego el Cigala, Andrés Calamaro, Enrique Morente y Steve Turre.

### Muerte
Murió en la madrugada del 1 de octubre de 2018 en el Hospital Clínico, por inhalación de humo tras un incendio declarado en su piso del barrio de Lavapiés de Madrid.

## Discografía
- Ya Yo Me Cure (American Clave/Sunnyside, 1979)
- The River Is Deep (Enja, 1982)
- Rumba para Monk (Sunnyside, 1988)
- Obatalá (Enja, 1988)
- Earthdance (Sunnyside, 1990)
- Moliendo Café (Sunnyside, 1991)
- Crossroads (Fantasy, 1994)
- Pensativo (Fantasy, 1995)
- Impressions con Afro Blue Band, (Fantasy, 1995)
- Fire Dance (Fantasy,1996)
- Jerry González & the Fort Apache Band Live (1996)
- Calle 54 (Calle54, 2000)
- Jerry González & Federico Lechner: A primera vista (2002)
- Jerry González & Los Piratas del Flamenco (Lola Records/Sunnyside, 2004)
- Rumba Buhaina (Sunnyside, 2005)
- Music for a Big Band (Youkali Music/Universal, 2006)
- Avísale a mi contrario que aquí estoy yo (Cigala Music/Warner, 2010)
- Jerry González y el Comando de la Clave (Sunnyside, 2011)
- Jerry González & Miguel Blanco Big Band: A Tribute to the Fort Apache Band (Youkali Music, 2014)[3]

### Como músico de sesión
- George Benson: The Other Side of Abbey Road (A&M, 1969)
- Bobby Paunetto: Commit to Memory (Pathfinder/Tonga, 1970)
- Dizzy Gillespie: Portrait of Jenny (Perception, 1970)
- Clifford Thornton: Communications Network (Third World, 1972)
- Huston Person: Island Episode (Prestige, 1973)
- Eddie Palmieri: Sentido (1973)
- Clifford Thornton: Gardens of Harlem (JCOA, 1974)
- Eddie Palmieri: Unfinished Masterpiece (Coco/MPL, 1974)
- Bobby Paunetto: Paunetto's Point (Pathfinder/Toga, 1974)
- Charlie Palmieri: Impulsos (Coco/MPL, 1975)
- Grupo Folklórico Experimental Nuevayorkino: Concepts of Unity (Salsoul, 1975)
- Bobby Paunetto: Commit to Memory (Pathfinder/Toga, 1976)
- Grupo Folklórico Experimental Nuevayorkino: Lo dice todo (Salsoul, 1976)
- Paquito D'Rivera: Blowin' (Columbia, 1981)
- Totico: Totico y sus rumberos (Montuno, 1981)
- Kip Hanrahan: Coup de tête (American Clavé, 1981)
- McCoy Tyner: Looking out (Columbia, 1982)
- Kip Hanrahan: Desire Develops an Edge (American Clavé, 1981)
- Tito Puente: On Broadway (Concord Picante, 1982)
- Abbey Lincoln: Talking to the sun (Enja, 1983)
- Kirk Lightsey: Isotope (Criss Cross, 1983)
- Jaco Pastorius: Jaco Pastorius live in New York Vol. I & III (Big World, 1985)
- Carlos "Patato" Valdés: Masterpiece (Messidor, 1984)
- Virgilio Martí: Saludos a los rumberos (Caimán,1984)
- Jaco Pastorius: Punk Jazz (Big World, 1986)
- Franco Ambrosetti: Movies (Enja, 1986)
- Soundtrack of the movie Crossover Dreams (Electra/Asylum1986)
- Hilton Ruiz: El camino (RCA/BMG/Novus, 1987)
- Steve Turré: Viewpoints on Vibrations (Stash, 1987)
- Santi Debriano: Obeah (Free Lance, 1987)
- Kip Hanrahan: Days and nights of blue luck inverted (American Clavé, 1987)
- Steve Turré: Fire and Ice (Stash, 1988)
- Larry Willis: Heavy Blue (Steeplechase, 1989)
- Kirk Lightsey: Everything is changed (Sunnyside, 1989)
- McCoy Tyner: The Turning Point (Birdology, 1991)
- Charles Fambrough: The proper angle (CTI, 1991)
- Kenny Kirkland: Kenny Kirkland (GRP, 1991)
- Don Byron: Music for six musicians (1992)
- Dave Valentin: Tropic Heat (GRP, 1993)
- Bobby Hutcherson: Acoustic Masters II (Atlancic, 1993)
- McCoy Tyner: Journey (Birdology, 1993)
- Hilton Ruiz: Heroes (Telarc, 1993)
- David Sánchez: Sketches of Dreams (Columbia, 1994)
- Sonny Fortune: A Better Understanding (Blue Note, 1994)
- Afro Blue band: Impressions (1995)
- Chico O'Farrill: Pure Emotion (Milestone, 1995)
- Giovanni Hidalgo: Time Shifter (Tropijazz, 1996)
- Bobby Matos: Footprints (Cubop, 1996)
- Abbey Lincoln: You and I (Jazzfest, 1997)
- Deep Rumba: The music of Marlon Simon (K-Jazz, 1998)
- Arturo O'Farrill: Blood Lines (Milestone, 1999)
- Batacumbele: Hijos de tambó (Batá, 1999)
- Rumbajazz: Tribute to Chombo (Sunnyside, 1999)
- Abbey Lincoln: Over the years (Verve, 2000)
- Andrés Calamaro: El Salmón (2000)
- Diego el Cigala: Corren tiempos de alegría (2001)
- Martirio: Mucho Corazón (2001)
- Enrique Morente: Pequeño Reloj (Virgin/Emi, 2003)
- Paco de Lucía: Cositas Buenas (2004)
- Pilar Boyero: Una vida entera (2004)
- Diego el Cigala: Picasso en mis ojos (2005)
- Lierhouse Project: Siegfrieds Olé In Spain (2005)
- Andrés Calamaro: Tinta Roja (2006)
- Niño Josele: Paz (2006)
- Javier Limón: La tierra del Agua (2007)
- Javier Limón: Son de Limón (2008)
- Andrés Calamaro: Obras Incompletas (2009)
- Andrés Calamaro: On the Rock (2010)
- Alain Pérez: Apetecible (2010)
- El Negri: Habaneras Flamencas (2011)
- El Negri: Mano a mano a Manzanero (2012)
- Jorge Pardo: Huellas (2012)
- Entre 20 Aguas (2015)
- Andrés Calamaro: Volumen 11 (2016)

## Filmografía
- Crossover Dream (Leon Ichaso, 1985)
- Calle 54 (Fernando Trueba, 2000)
- Piñero (Leon Ichaso, 2001)